# Erebia subtusrufata
Erebia subtusrufata är en fjärilsart som beskrevs av Müller 1928. Erebia subtusrufata ingår i släktet Erebia och familjen praktfjärilar. Inga underarter finns listade i Catalogue of Life.